# Aphnaeus azurea
Aphnaeus azurea är en fjärilsart som beskrevs av Butler 1899. Aphnaeus azurea ingår i släktet Aphnaeus och familjen juvelvingar. Inga underarter finns listade i Catalogue of Life.